# جيرالد كوهن
جيرالد كوهن (بالإنجليزية: Gerald Cohen)‏ هو ملحن أمريكي، ولد في 1960 في نيويورك في الولايات المتحدة.

## وصلات خارجية
- الموقع الرسمي